# Jack McBrayer

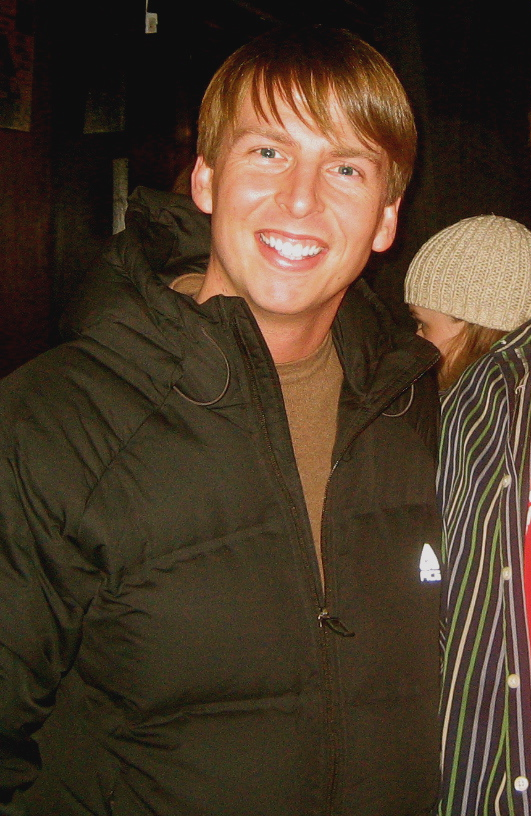
Jack McBrayer in New York im März 2007.

Jack McBrayer (* 27. Mai 1973 in Macon, Georgia) ist ein US-amerikanischer Schauspieler und Komiker. Für seine Rolle in der Comedyserie 30 Rock wurde er 2009 für einen Emmy nominiert und gewann den Screen Actors Guild Award als Teil eines Schauspielensembles einer Comedyserie.

## Karriere
Er studierte Theaterverwaltung an der Universität von Evansville in Evansville, Indiana, von 1995 bis 2002 war er Teil der Improvisationstheatergruppen The Second City und iO Chicago. Dort lernte er Tina Fey kennen, die ihn später bei ihrer Serie 30 Rock besetzte, die seinen Durchbruch brachte. Vor diesem Erfolg spielte er in 80 Folgen der Show Late Night with Conan O’Brien von 2002–2004, einen Hillbilly, in die er jedoch mehrfach zurückkehrte, um mit seiner 30-Rock-Figur aufzutreten. Nach seinen Auftritten in der Late Night Show schaffte er es sich eine Rolle 2006 in der Serie 30 Rock zu sichern.
In der Fernsehserie Arrested Development erhielt er eine kleine, wiederkehrende Rolle als Kellner in einem Country Club. Auf die Einstellung der Serie folgte sein Engagement bei 30 Rock, bei der er nach Tina Fey und Alec Baldwin einer der Hauptcharaktere ist.
2008 spielte er neben Mariah Carey die Hauptrolle in ihrem Musikvideo zu ihrem Song Touch My Body. 2010 spielte er eine Rolle in dem Film Cats & Dogs: Die Rache der Kitty Kahlohr und eine durchgehende Rolle in der dritten Staffel von Phineas und Ferb.

## Filmografie
- 1999: Allein gegen die Zukunft (Early Edition, Fernsehserie, Folge 4x01 The Out–of–Towner)
- 2001: Danny’s Wish
- 2002–2004: Late Night with Conan O’Brien
- 2004: Blackballed: The Bobby Dukes Story
- 2005: The Baxter
- 2005: Peanut Hunt
- 2005: Weekends at the D.L.
- 2005–2006 Arrested Development
- 2006: Ricky Bobby – König der Rennfahrer (Talladega Nights: The Ballad of Ricky Bobby)
- 2006: Grounds Zero
- 2006: The Colbert Report
- 2006–2013: 30 Rock (Fernsehserie)
- 2007: Walk Hard: Die Dewey Cox Story
- 2008: Nie wieder Sex mit der Ex (Forgetting Sarah Marshall)
- 2008–2011: Yo Gabba Gabba
- 2009: The Electric Company
- 2009: Spring Breakdown
- 2009–2015: Phineas und Ferb (Phineas and Ferb)
- 2010: Cats & Dogs: Die Rache der Kitty Kahlohr (Cats & Dogs: The Revenge of Kitty Galore)
- 2010: Ich – Einfach unverbesserlich (Despicable Me)
- 2010: Tim and Eric Awesome Show, Great Job!
- 2010: Ugly Americans
- 2010: Robotomy
- 2010: Kung Fu Panda Holiday Special
- 2012: Noch tausend Worte (A Thousand Words)
- 2012: Schmerzensgeld – Wer reich sein will, muss leiden (The Brass Teapot)
- 2012: Ralph reichts (Wreck-It Ralph, Stimme für Fix-It Felix Jr.)
- 2012: Die Qual der Wahl (The Campaign)
- 2013: Movie 43
- 2013–2018: The Middle (9 Folgen)
- 2013: Savannah
- 2013: Sie nannten ihn Wander (Wander over Yonder)
- 2016: The Big Bang Theory (Staffel 10, Folge 1)
- 2017: Die Schlümpfe – Das verlorene Dorf (Smurfs: The Lost Village, Stimme)
- 2019–2022: Amphibia (20 Folgen)
- 2020: Star Trek: Lower Decks (2 Folgen, Stimme)
- 2021: Queenpins
- 2024: Unfrosted
- 2025: Ihr seid herzlich eingeladen (You’re Cordially Invited)
- 2025: Leanne (Fernsehserie) (Staffel 1, Folge 13 "Halte mir keinen Traum vor die Nase", Florist)